# 暗褐蝈螽
暗褐蝈螽是直翅目螽斯科蝈螽属的一个种，分布于中亚与东北亚。